# Hyposcada attilodes
Hyposcada attilodes är en fjärilsart som beskrevs av William James Kaye 1918. Hyposcada attilodes ingår i släktet Hyposcada och familjen praktfjärilar. Inga underarter finns listade i Catalogue of Life.